# Lucas Santa Ana
Lucas Santa Ana (Buenos Aires, 5 settembre 1977) è un regista e sceneggiatore argentino.

## Biografia
Si è diplomato come sceneggiatore presso la Scuola Nazionale di Sperimentazione e Realizzazione Cinematografica (Escuela Nacional de Experimentación y Realización Cinematográfica - ENERC).
Nel documentario Carlos Jauregui: The Unforgettable Fag del 2016 ha ricostruito i tratti salienti della vita di Carlos Jauregui, uno degli attivisti della comunità LGBT più noti d'Argentina negli anni ottanta e novanta del XX secolo. 
Nel 2019 ha diretto Yo, adolescente, lungometraggio tratto dal romanzo di Nicolás Zamorano. È stato originariamente trasmesso sul canale Cine.ar il 23 luglio 2020 e poi pubblicato sulla piattaforma Netflix dal 12 novembre dello stesso anno. La pellicola ha ottenuto la nomination come miglior film al Festival internazionale del cinema di Guadalajara.

## Filmografia

### Regista

#### Cinema
- Paisaje - cortometraggio (2001)
- Las llaves - cortometraggio (2011)
- De la noche a la mañana - cortometraggio (2013)
- Historias Breves VIII: Vida nueva - cortometraggio (2013)
- Historias Breves 8 (2013)
- Como una novia sin sexo (2016)
- Carlos Jauregui: The Unforgettable Fag - documentario (2016)
- Yo, adolescente (2019)

#### Televisione
- Temple de Acero – miniserie TV documentaristica, 5 episodi (2013)
- Arrepentidos – serie TV (2014)
- México 85: Relatos del Terremoto – film TV (2015)

### Sceneggiatore

#### Cinema
- Paisaje, regia di Lorena Fernández, Virginia Giacosa, Mónica Ross, Lucas Santa Ana e Alejandro Sirkin - cortometraggio (2001)
- La increíble historia de Asterión y Clotilda, regia di Eloísa Tarruella - cortometraggio (2003)
- Las llaves, regia di Lucas Santa Ana - cortometraggio (2011)
- Schafhaus, casa de ovejas, regia di Alberto Masliah (2011)
- Rouge amargo, regia di Gustavo Cova (2012)
- De la noche a la mañana, regia di Lucas Santa Ana - cortometraggio (2013)
- Como una novia sin sexo, regia di Lucas Santa Ana (2016)
- Carlos Jauregui: The Unforgettable Fag, regia di Lucas Santa Ana (2016) Documentario
- El Sonido de los Tulipanes, regia di Alberto Masliah (2019)
- Yo, adolescente, regia di Lucas Santa Ana (2019)

#### Televisione
- Revolución, regia di Matías Gueilburt – film TV documentario (2007)
- Antes de que nos olviden, regia di Matías Gueilburt – film TV documentario (2013)
- Los nuestros – serie TV documentario (2015)
- Ernesto Guevara, también conocido como el Che, regia di Matías Gueilburt – film TV documentario (2015)
- Francisco, El Jesuita, regia di Matías Gueilburt – miniserie TV (2015)

### Attore

#### Cinema
- Momentos de estación, regia di Gustavo Cabaña - cortometraggio (2001)
- Bar, El Chino, regia di Daniel Burak (2003)
- Como una novia sin sexo, regia di Lucas Santa Ana (2016)

#### Televisione
- Chabonas – serie TV, 3 episodi (2000)

### Produttore
- De la noche a la mañana, regia di Lucas Santa Ana - cortometraggio (2013)

#### Produttore esecutivo
- Lobos, regia di Rodolfo Durán (2019)
- El Sonido de los Tulipanes, regia di Alberto Masliah (2019)
- El cazador, regia di Marco Berger (2020)

## Riconoscimenti
- 2020 – Guadalajara International Film Festival
  - Candidatura al Miglior film a Yo, adolescente